# Большой Ингерь
Большой Ингерь (Ингерь) — река в России, протекает в Пыщугском районе Костромской области. Устье реки находится в 51 км по правому берегу реки Пыщуг. Длина реки составляет 19 км, площадь водосборного бассейна 88 км².
Исток реки расположен в лесах близ нежилой деревни Кудринская Новина в 24 км к северо-западу от Пыщуга. Река течёт на восток, крупнейший приток Макаровка (левый). Верхнее течение проходит по ненаселённому лесу, в среднем течении близ реки стоит деревня Калиновка. Впадает в Пышуг неподалёку от упразднённой деревни Ингерь.

## Данные водного реестра
По данным государственного водного реестра России относится к Верхневолжскому бассейновому округу, водохозяйственный участок реки — Ветлуга от истока до города Ветлуга, речной подбассейн реки — Волга от впадения Оки до Куйбышевского водохранилища (без бассейна Суры). Речной бассейн реки — (Верхняя) Волга до Куйбышевского водохранилища (без бассейна Оки).
По данным геоинформационной системы водохозяйственного районирования территории РФ, подготовленной Федеральным агентством водных ресурсов:
- Код водного объекта в государственном водном реестре — 08010400112110000041561
- Код по гидрологической изученности (ГИ) — 110004156
- Код бассейна — 08.01.04.001
- Номер тома по ГИ — 10
- Выпуск по ГИ — 0